# Estructura superficial
Estructura Superficial (o estructura-S) es uno de los niveles que reconocen los modelos representacionales de la gramática generativo transformacional. Es una de las grandes innovaciones del primer generativismo, al ser una noción que permite explicar fenómenos como la homonimia estructural y la relación entre oraciones activas y pasivas. La estructura superficial es una representación sintáctica compleja producto de las transformaciones o movimientos realizados sobre la estructura profunda. La diferencia crucial entre la estructura superficial y profunda es que en la primera los constituyentes sintácticos de la oración, habiendo experimentado una transformación a partir de su disposición en la estructura profunda, aparecen en el mismo orden lineal en que serán pronunciados.
La estructura superficial es abandonada en el Programa minimalista al descartarse la concepción representacional de la gramática por un modelo derivacional sin niveles internos.

## Estructura superficial en la teoría estándar
En la Teoría estándar, la estructura superficial se deriva de las reglas transformacionales. Estas reglas actúan sobre la estructura en el llamado subcomponente transformacional del componente sintáctico.
La función de este nivel de representación es la de ser el soporte de la interpretación fonética realizada por el componente fonológico.

## Estructura superficial en rección y ligamiento
En Rección y ligamiento, la estructura superficial es rebautizada como Estructura-S, dado que el término "superficial" acarreaba matices ajenos a las ideas de la teoría.
La estructura-S no se deriva de un conjunto de reglas transformacionales, sino de una sola operación de desplazamiento de constituyentes conocida como muévase-α. Esta operación es controlada por una serie de teorías que postulan las condiciones de buena formación de la estructura-S.
A diferencia del modelo estándar, Rección y ligamiento asigna tanto interpretación semántica como fonética sobre la estructura-S (en los términos adecuados, se dice que tanto forma lógica como forma fonética se derivan de la estructura-S).